# Roperuelos del Páramo
Roperuelos del Páramo – gmina w Hiszpanii, w prowincji León, w Kastylii i León, o powierzchni 54,46 km². W 2011 roku gmina liczyła 624 mieszkańców.